# 维勒勒韦叙尔
维勒勒韦叙尔（法語：Villereversure，法語發音：[vilʁəvɛʁsyʁ]）是法国东部安省的一个市镇，属于布雷斯地区布尔格区。

## 地理
维勒勒韦叙尔（46°11'31"N, 5°23'46"E）面积17.45 平方千米，位于法国奥弗涅-罗讷-阿尔卑斯大区安省，该省份为法国东部省份，北起汝拉省，西北接索恩-卢瓦尔省，西接罗讷省和里昂大都会，南至伊泽尔省，东与萨瓦省、上萨瓦省和瑞士接壤。
与维勒勒韦叙尔接壤的市镇（或旧市镇、城区）包括：德龙、大科朗、欧特库尔-罗马内什、博阿-梅里亚-里尼亚、拉马斯、叙朗河畔锡芒德尔。

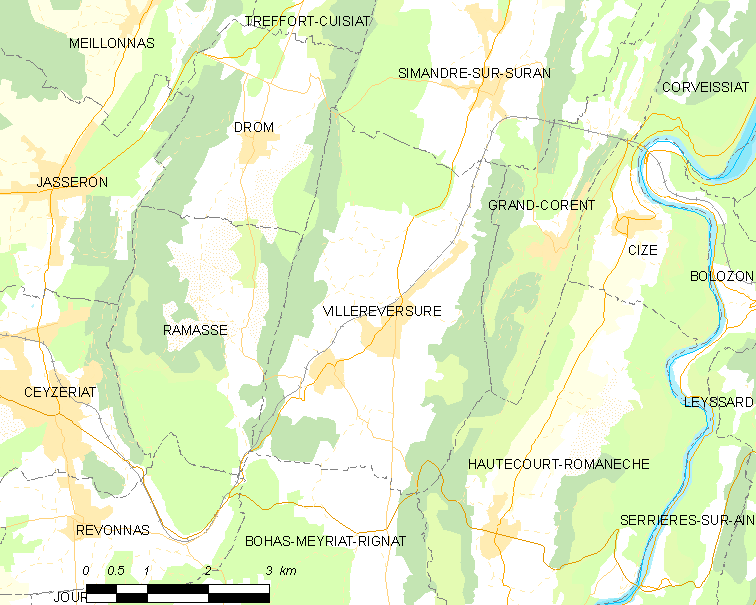
维勒勒韦叙尔的OSM定位图

维勒勒韦叙尔的时区为UTC+01:00、UTC+02:00（夏令时）。

## 行政
维勒勒韦叙尔的邮政编码为01250，INSEE市镇编码为01447。

## 政治
维勒勒韦叙尔所属的省级选区为圣艾蒂安迪布瓦县。

## 人口

1962-2008年间维勒勒韦叙尔人口变化图示

维勒勒韦叙尔于2022年1月1日时的人口数量为1391人。